# Oplurus
Oplurus is een geslacht van hagedissen uit de familie madagaskarleguanen (Opluridae).
De groep werd voor het eerst wetenschappelijk beschreven door Georges Cuvier in 1829. Er zijn zes soorten die endemisch voorkomen op Madagaskar.

## Soorten
Het geslacht omvat de volgende soorten, met de auteur en het verspreidingsgebied.
| Naam                                           | Auteur                 | Verspreidingsgebied           |
| ---------------------------------------------- | ---------------------- | ----------------------------- |
| Madagaskar - halsbandleguaan (Oplurus cuvieri) | Gray, 1831             | Noordwestelijk Madagaskar     |
| Oplurus cyclurus                               | Merrem, 1820           | Zuidwestelijk Madagaskar      |
| Oplurus fierinensis                            | Grandidier, 1869       | Zuidwestelijk Madagaskar      |
| Oplurus grandidieri                            | Mocquard, 1900         | Centraal/zuidelijk Madagaskar |
| Oplurus quadrimaculatus                        | Duméril & Bibron, 1851 | Centraal/zuidelijk Madagaskar |
| Oplurus saxicola                               | Grandidier, 1869       | Zuidelijk Madagaskar          |